# Еребуні (футбольний клуб, 2007)
Не плутати з іншим єреванським клубом «Еребуні», що існував у 1992—2000 роках.
Еребуні (вірм. Էրեբունի Սպորտային Ակումբ) — колишній вірменський професійний футбольний клуб з Єревана. Заснований як футбольна школа для молодих гравців у 2007 році. Увійшов до вірменської системи футбольних ліг у 2016 році. Розформований у 2019 році.

## Історія

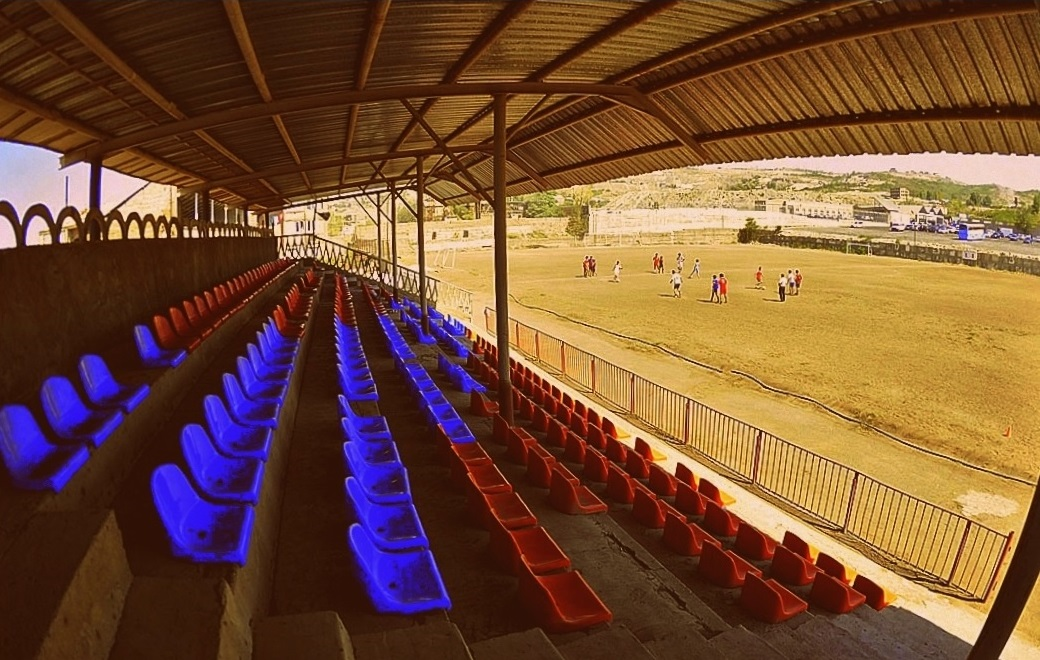
Стадіон «Еребуні»

У 2007 році клуб був заснований Тиграном Айвазяном як юнацька футбольна школа в адміністративному районі Єревана Еребуні.
У червні 2016 року було оголошено, що буде створений повноцінний клуб на базі футбольної школи «Еребуні». Клуб дебютував у сезоні 2016/17 у Першій лізі Вірменії. У двох поспіль сезонах команда займала 8 місце.